# Kelvin Harrison Jr.
Kelvin Harrison Jr. (* 23. Juli 1994 in New Orleans) ist ein US-amerikanischer Fernseh- und Filmschauspieler.

## Leben
Kelvin Harrison Jr. wurde 1994 in New Orleans geboren. Seine Eltern sind die Musiker Shirlita und Kelvin Harrison Senior. Er wuchs im Garden District auf und zog später in die Westbank. Harrison studierte Studiotechnik und Marketing, bevor er nach Los Angeles zog, um Schauspieler zu werden. Wie seine Eltern ist Harrison ebenfalls musikalisch, singt und spielt hauptsächlich Jazz und Gospel auf Klavier und Trompete.
Seine erste kleine Filmrolle erhielt Harrison in dem Filmdrama 12 Years a Slave von Steve McQueen. Eine Nebenrolle folgte 2015 in dem Filmdrama A Sort of Homecoming. 2016 war er in The Birth of a Nation – Aufstand zur Freiheit von Nate Parker in der Rolle von Simon zu sehen. Ab dem gleichen Jahr war er in insgesamt 12 Folgen der Serie StartUp in der Rolle von Touie Dacey zu sehen. 2017 folgte eine Rolle in dem Filmdrama Mudbound von Dee Rees. Im gleichen Jahr kam It Comes at Night in die Kinos, in dem er die Rolle von Travis übernahm. Es folgten drei Folgen in der Serie Shots Fired.
Im Jahr 2018 folgten Rollen in Monsters and Men, Assassination Nation, Jinn und Jeremiah Terminator LeRoy. Eine Hauptrolle erhielt Harrison in dem im Januar 2019 beim Sundance Film Festival vorgestellten Mystery-Thriller The Wolf Hour von Alistair Banks Griffin. Im gleichen Jahr war er in der Titelrolle in Julius Onahs Filmdrama Luce und in zehn Folgen der Serie Godfather of Harlem zu sehen. In dem Filmdrama L. A. Rebels – Ausbruch der Gewalt von Nabil Elderkin spielt Harrison in der Rolle von Jessie einen Teenager, der sich mit zwei anderen Jungs durch ein dystopisches Los Angeles schlagen muss.
Weitere in Produktion befindliche Filme mit Harrison sind Waves von Trey Edward Shults, Bolden von Dan Pritzker und The Photograph von Stella Meghie.
Ende Juni 2020 wurde er ein Mitglied der Academy of Motion Picture Arts and Sciences.
Beim Toronto International Film Festival 2019 wurde Harrison neben Geraldine Viswanathan, Chino Darín und Josefine Frida Pettersen zu einem der vier Rising Stars bestimmt.
Im Jahr 2022 erschien er in den Filmbiografien Elvis und Chevalier. Während er im erstgenannten Film die Nebenrolle von B. B. King übernahm, spielte er im zweiten die Hauptrolle des Joseph Bologne, Chevalier de Saint-Georges (1745–1799).

## Filmografie (Auswahl)
- 2016–2017: StartUp (Fernsehserie, 12 Folgen)
- 2016: The Birth of a Nation – Aufstand zur Freiheit (The Birth of a Nation)
- 2017: Mudbound
- 2018: Monsters and Men
- 2018: Monster! Monster? (Monster)
- 2018: Assassination Nation
- 2018: Zu schön um wahr zu sein – Die JT LeRoy Story (JT LeRoy)
- 2019: The Wolf Hour
- 2019: Luce
- 2019: L. A. Rebels – Ausbruch der Gewalt (Gully)
- 2019: Waves
- 2019: Godfather of Harlem (Fernsehserie, Staffel 1)
- 2020: The High Note
- 2020: The Photograph
- 2020: The Trial of the Chicago 7
- 2021: Cyrano
- 2022: Elvis
- 2022: Chevalier
- 2024: Mufasa: Der König der Löwen (Mufasa: The Lion King, Sprecher von Taka)
- 2025: O’Dessa

## Auszeichnungen
African-American Film Critics Association Award
- 2019: Auszeichnung in der Kategorie Best Breakout Performance (Waves)[6]

American Black Film Festival
- 2024: Auszeichnung mit dem Rising Star Award[7]

Black Reel Award
- 2020: Nominierung als Bester Hauptdarsteller (Waves)
- 2020: Nominierung als Bester Nachwuchsdarsteller (Waves)
- 2020: Nominierung als Bester Hauptdarsteller (Luce)[8]

British Academy Film Award
- 2020: Nominierung als Bester Nachwuchsdarsteller für den EE Rising Star Award

Gotham Award
- 2017: Nominierung als Bester Nachwuchsschauspieler (It Comes at Night)

Hollywood Critics Association Award
- 2020: Auszeichnung als Bester Nachwuchsschauspieler (Waves)
- 2020: Aufnahme in die Next Generation of Hollywood

Independent Spirit Award
- 2020: Nominierung als Beste Hauptdarsteller (Luce)[9]